# ひるぜん焼そば

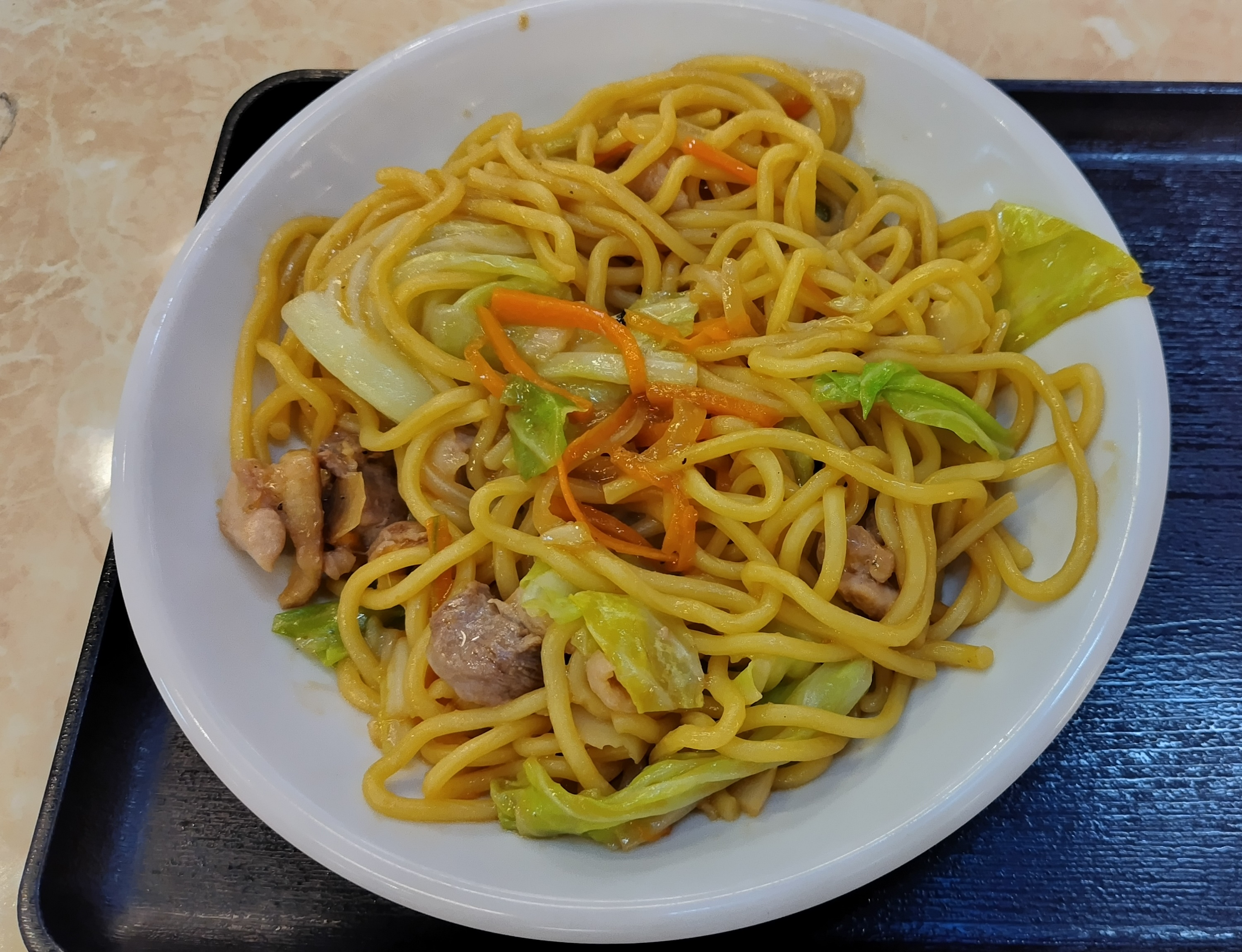
ひるぜん焼そば（さいたま市の大宮駅構内で提供されたもの）

ひるぜん焼そば（ひるぜんやきそば）は、岡山県真庭市蒜山（ひるぜん）地方のご当地グルメの焼きそば。2011年にB-1グランプリでグランプリを獲得したことで全国的に有名になった。

## 概要
ジンギスカンのタレや味噌だれを用い、具材に鶏肉（元々は廃鶏の肉を使用した）を使うことが特徴である。
近年では蒜山高原産のキャベツも必須の食材となっている。

## 歴史
ひるぜん焼そばの起源は1960年代に遡る。真庭市蒜山中福田地内にあった「ますや食堂」が発祥と言われているが、昭和30年代頃には既に各家庭でそれぞれ工夫してタレを調合した焼そばが作られており、それが由来ともされている。
「ひるぜん焼そば」という名前がついたのは比較的最近であり、2003年に、蒜山地域を管轄する岡山県庁の出先機関である真庭地方振興局（現・美作県民局真庭地域事務所）が真庭地域のおいしい物をまとめた冊子を作成する際、当時はまだ「ひるぜんの焼きそば」という曖昧な名称だった。2008年に、後述の“ひるぜん焼そば好いとん会”が「ひるぜん焼そば」と命名した。
2008年12月に、地元蒜山でひるぜん焼そばを提供していた店舗が集まり、“ひるぜん焼そば好いとん会”が結成され、以後は同団体が各種イベントに参加し、PR活動を行った。
2010年3月に北九州市小倉北区の勝山公園で開催された「第2回小倉BQ食KING天下分け麺の戦い2010」で、全国各地から集まった12種の焼き麺の中から日本一を決める「焼き麺バトル」において、投票の結果、ひるぜん焼そば好いとん会の「ひるぜん焼そば」が1位となった。
また2010年9月に神奈川県厚木市において開催された、B級グルメの祭典“第5回B-1グランプリ”で、ひるぜん焼そば好いとん会は初出場ながら、46団体中の第2位（シルバーグランプリ）を受賞した。
2011年11月に兵庫県姫路市において開催された“第6回B-1グランプリ”で、全国第1位（ゴールドグランプリ）となった。

## 商標権
「ひるぜん焼そば好いとん会」により商標登録されている（登録第5411983号）と公式には言われているが、実際は「ひるぜん焼きそば」の文字列での商標登録はできておらず、あくまでも「ひるぜん焼きそばの」文字列を含んだ図形（ロゴ）としてしか登録できていない。